# Campanile del Duomo di Caorle
Il campanile del duomo di Caorle, o anche campanile di Caorle, è la torre campanaria associata alla cattedrale di Santo Stefano situata in Caorle, nella città metropolitana di Venezia e sotto la giurisdizione del Patriarcato di Venezia. È uno dei simboli principali della città lagunare, insieme al santuario della Madonna dell'Angelo che sorge in riva al mare Adriatico.
Costruito nel 1038 e con la sua caratteristica forma cilindrica, sormontato da cuspide conica, il campanile di Caorle è unico nel suo genere tra le torri medievali che sono giunte intatte fino ai nostri giorni. La struttura cilindrica è certamente di influsso bizantino-ravennate: si può infatti ritrovare nei quasi coevi campanili di Ravenna (cattedrale, Basilica di Sant'Apollinare in Classe, Basilica di Sant'Apollinare Nuovo). Un'ulteriore torre cilindrica è presente anche in territorio veneto, nell'abitato di Tessera. Nessuna di queste torri, tuttavia, è sormontata da una cuspide. L'alternanza di archi e colonne che caratterizzano la struttura, così come la forma conica della cuspide (che si ritrova ad esempio nel campanile dell'abbazia di Pomposa e in quello della basilica di Aquileia) sono un tipico esempio di arte romanica.

## Storia

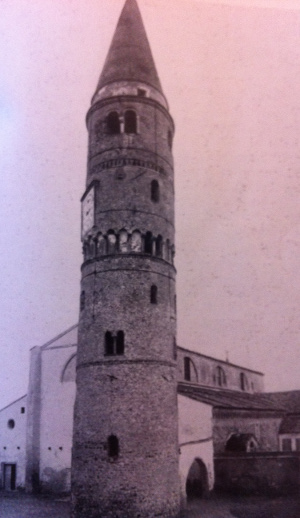
Campanile del duomo di Caorle agli inizi del Novecento.

Le prime notizie riguardo alla presenza di un vescovo a Caorle risalgono al 598, anno in cui è datata la lettera di papa san Gregorio Magno all'esarca di Ravenna Mariniano (595-606) con la quale intimava al vescovo di Concordia, Giovanni, che si era allontanato dalla sua sede vescovile durante lo scisma tricapitolino e che si era rifugiato nel "Castrum Novae" (l'attuale località di Castello di Brussa), di ritornare alla propria sede, altrimenti si sarebbe provveduto alla nomina di un nuovo vescovo. In seguito si ebbe lo sdoppiamento della sede tra Concordia e Caorle, con la nascita della diocesi di Caorle, in un'epoca imprecisata. Sebbene l'attuale cattedrale risalga al 1038, la precedente presenza di vescovi doveva esigere l'esistenza di una cattedrale. Resti di un precedente edificio sono in effetti stati rinvenuti durante i restauri che hanno coinvolto il complesso nel 1950
Anche il campanile deve essere stato ricostruito nella stessa epoca e ugualmente sopra una struttura preesistente: la base della torre è infatti composta di blocchi grezzi in pietra d'Istria, a differenza del resto della struttura, realizzata in cotto. Non si esclude che la struttura originaria potesse essere utilizzata anche come faro o torre di avvistamento, data la sua privilegiata posizione rispetto al mare.
Inizialmente la cattedrale e il campanile costituivano un unico complesso di edifici sacri insieme con la scomparsa chiesa delle Grazie, che sorgeva davanti alla cattedrale e fungeva da battistero. Mentre il duomo è costruito lungo un asse est-ovest, la chiesa delle Grazie, che aveva pure pianta basilicale a tre navate, era allineata sull'asse nord-sud, con l'abside centrale che si innestava nella struttura del campanile. A testimonianza di ciò è rimasto un grande arco, sul lato nord-ovest del campanile, che fu inserito quando, all'inizio del XIX secolo, la chiesa delle Grazie venne demolita perché pericolante, e la parte sottostante della torre riempita con mattoni in cotto (anziché in pietra bianca d'Istria, come il resto del basamento). 
Il campanile era collegato alla cattedrale da un pronao, o atrio, che si estendeva davanti a tutta la facciata, sorretta da nove mensole in pietra, tuttora visibili. All'inizio del XX secolo, come si osserva dalle foto d'epoca, era rimasto soltanto un arco a collegare la torre alla navata destra della basilica, distrutto in seguito ai bombardamenti che il duomo subì durante la seconda guerra mondiale.
Nei secoli, il campanile ha subito diversi interventi di ristrutturazione, come si può leggere nei documenti delle visite pastorali dei vescovi di Caorle conservate nell'archivio patriarcale di Venezia. In particolare il vescovo Francesco Andrea Grassi (1700-1712) fece costruire un grande quadrante con orologio sul lato nord-ovest per servire ai cittadini che abitavano nel piccolo abitato antico, coincidente con l'attuale centro storico. Uno degli interventi più importanti fu quello voluto dal vescovo Pietro Martire Rusca (1656-1674), che occluse alcune delle monofore della torre, rinforzò la struttura esterna con dei tiranti in ferro e provvide le corde per le campane.

## Struttura attuale

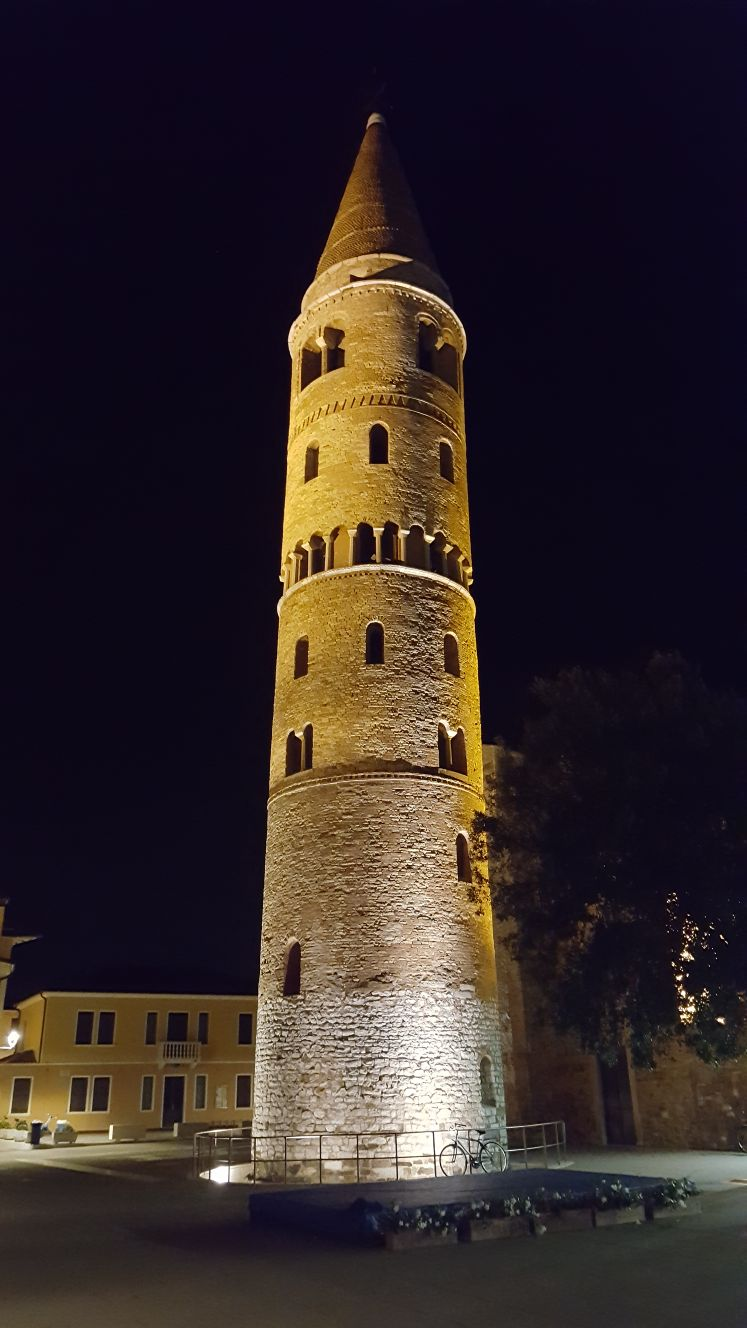
Campanile del duomo di Caorle visto di notte da campo degli Oriondi.

I più recenti imponenti restauri della torre campanaria furono compiuti negli anni 1920, in seguito agli interventi cui fu soggetta la cattedrale dopo i danni subiti durante la prima guerra mondiale. In quell'occasione fu rimosso l'orologio, ormai non più funzionante da tempo, e furono riaperte le finestre prima occluse durante il restauro voluto dal vescovo Rusca. Malgrado un ulteriore restauro degli anni 1990, il campanile mantiene la forma attuale da circa un secolo.
La torre è alta 42 metri ed è suddivisa in diverse sezioni: un cilindro alto 28 metri e raggio medio di circa 3,3 metri, sormontato da un dado pure cilindrico alto 1,5 metri e di raggio 2,8 metri, su cui si innesta la cuspide conica, alta 10 metri e culminante con un'ogiva di colore bianco. Sopra la cuspide è posta una croce in ferro con bandierina segna vento, sulla quale è raffigurato santo Stefano protomartire, patrono della cattedrale e della città, per un'altezza di 2,5 metri. Il corpo principale cilindrico, è a sua volta suddiviso in otto registri, sezionati tramite sette solai in cemento (il primo dal basso è realizzato in assi di legno), collegati tramite rampe di scale a chiocciola installate negli anni 2010.
In ciascuno dei primi tre registri dal basso si apre una sola monofora; il quarto registro è caratterizzato da quattro bifore contenute in altrettante strutture ad arco a tutto sesto; il quinto da otto monofore; il sesto è una loggia a ventiquattro finestre, suddivise in otto bifore alternate ad otto monofore cieche, mentre internamente si aprono otto archi a tutto sesto; il settimo registro, per simmetria rispetto alla loggia, si aprono otto monofore; l'ottavo, ossia la cella campanaria, è caratterizzato da quattro bifore reali, che si aprono in corrispondenza dei quattro punti cardinali. Una piccola finestrella quadrata si apre anche nel dado cilindrico che sostiene la cuspide.
Esternamente, i diversi registri sono delimitati da alcune modanature caratteristiche: alla base del quarto registro si trova una fila di mattoni disposti a dente di sega, così come alla base della loggia; la cella campanaria è separata dal registro inferiore da una modanatura a triangoli rovesciati; infine la cuspide è realizzata tramite mattoni in cotto disposti a dente di sega.
Il campanile è una torre pendente: in alcuni studi recenti è stata misurata una pendenza complessiva di circa 1,4° in direzione est-sud-est (precisamente a 110° gradi rispetto alla direzione del nord) ed una pendenza di circa 1,2° mediando tra i vari registri della canna cilindrica nella stessa direzione).

## Campane

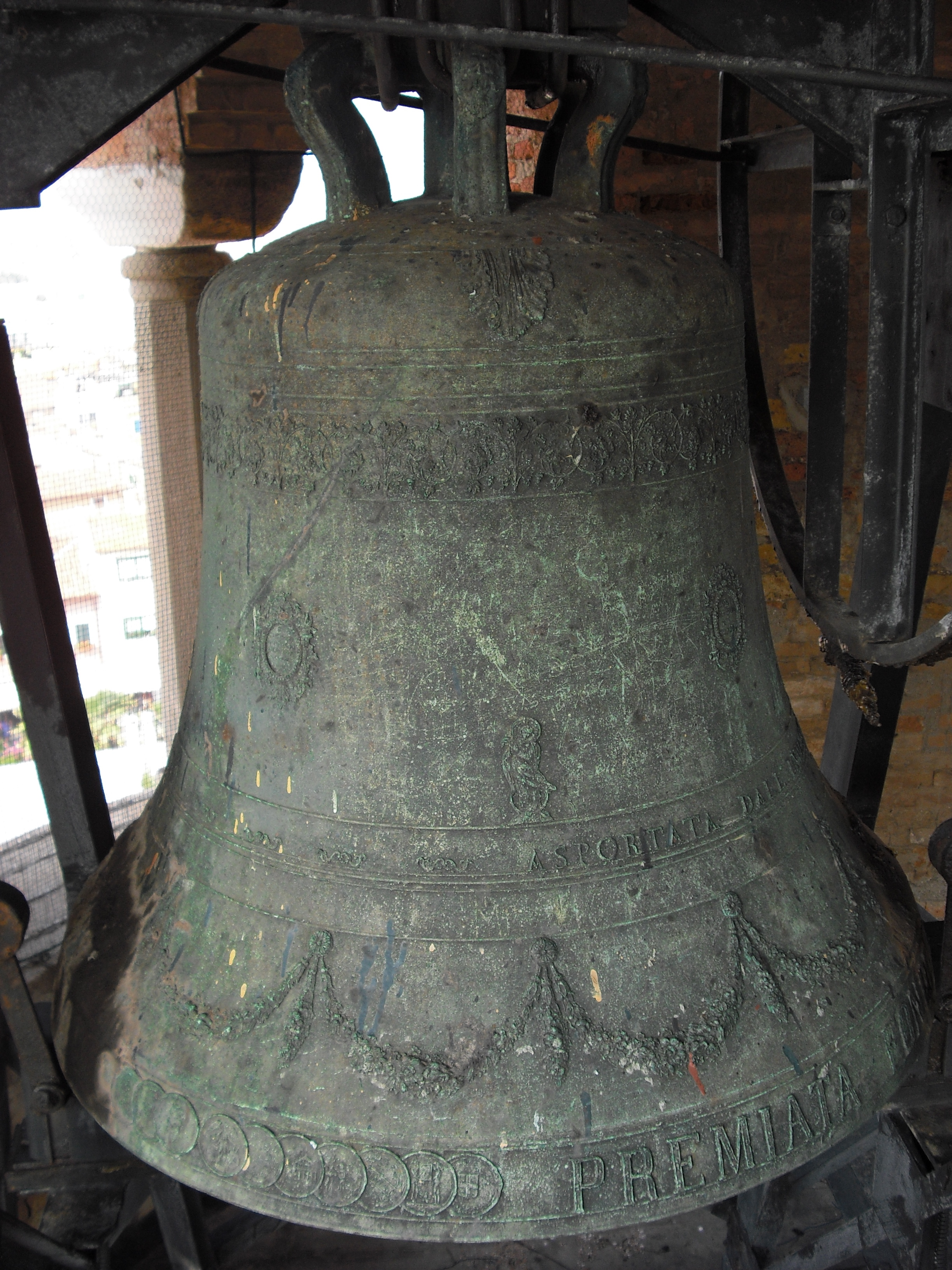
La campana maggiore

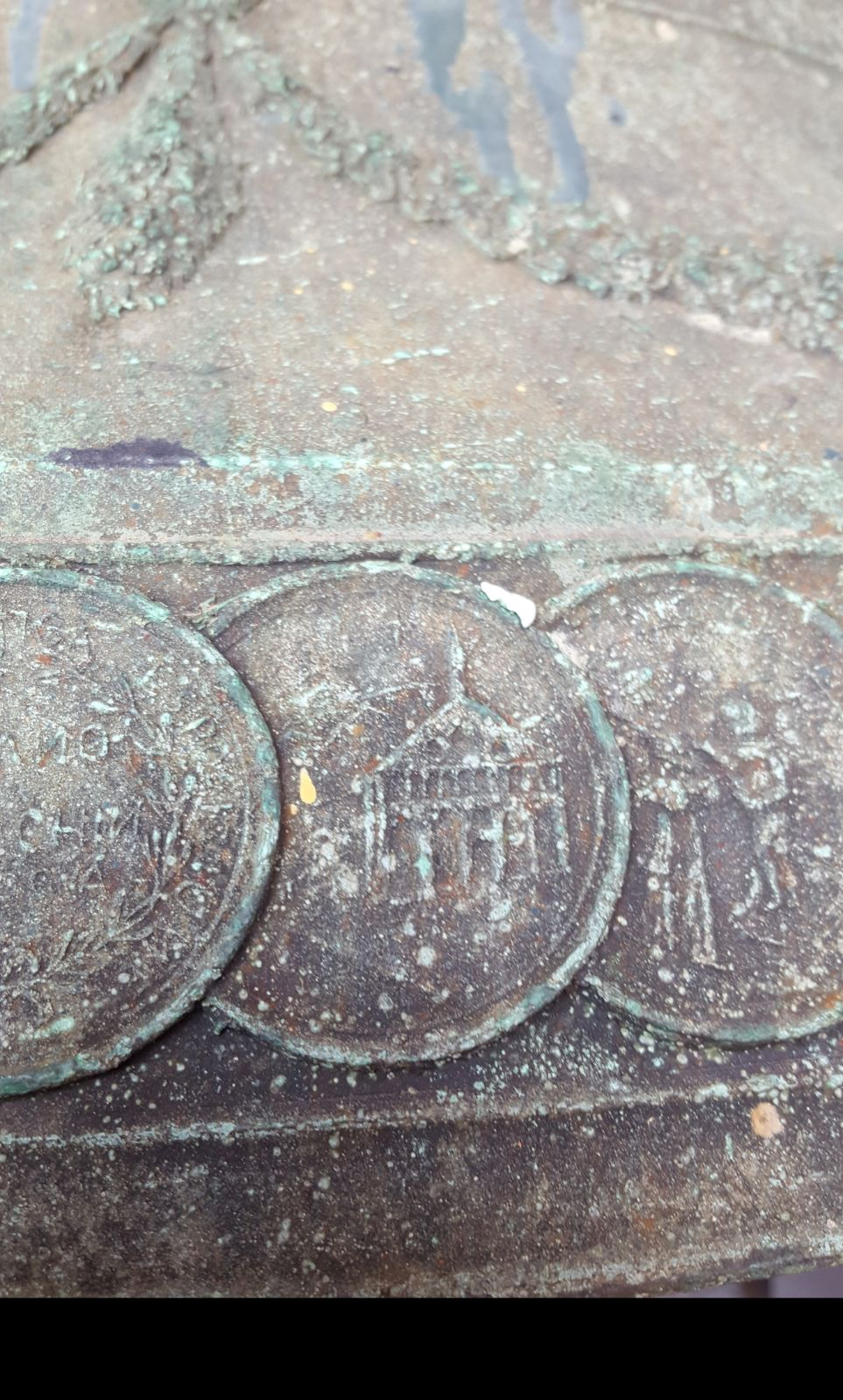
Particolare dei fregi decorativi delle campane

Dalle visite pastorali dei vescovi di Caorle si hanno notizie di quattro campane, che fornivano un satis boni concertus et armoniae. Queste quattro campane furono poi asportate dai soldati austriaci durante la prima guerra mondiale, per fonderle ed ottenerne armi di artiglieria.
Per questo motivo le attuali tre campane del concerto del campanile di Caorle sono state ottenute dalla fusione di cannoni austriaci abbandonati dai soldati sul litorale della città. La prima fusione delle campane attuali avvenne nel 1919 ad opera della fonderia Daciano Colbachini e Figli, di Padova. La più piccola venne rifusa dalla stessa ditta nel 1926.
Anche le tre campane del vicino santuario della Madonna dell'Angelo sono state fuse nei medesimi anni, esattamente una quinta musicale sopra. Il suono dell'Angelus quotidiano è scandito dai entrambi i campanili con le relative campane maggiori, suonate in contemporanea.
| № | Nome    | Nominale (1/16 Semitono-1⁄16) | Fonditore                   | Anno di Fusione | Diametro (cm) | Massa (kg) | Posizione      |
| 1 | Grande  | Fa♯3 +1⁄16                    | Daciano Colbachini (Padova) | 1919            | 104,7         | ≈ 670      | Verso il mare  |
| 2 | Mezzana | Sol♯3 +1⁄16                   | Daciano Colbachini (Padova) | 1919            | 91,6          | ≈ 450      | Centrale       |
| 3 | Piccola | La♯3 +3⁄16                    | Daciano Colbachini (Padova) | 1926            | 81,7          | ≈ 320      | Verso la città |

Il rapporto fra il peso e la nota musicale emessa, in base ai parametri di riferimento mitteleuropei, consente di classificare la sagoma di queste campane nella categoria "medio-leggera".
Il sistema di montaggio e di suono è quello "a slancio" che nella variante del nord-est italiano include la sincronizzazione dei rintocchi producendo scale discendenti distinte. Tutte le campane sono dotate, inoltre, di martelli esterni.
Le campane presentano decorazioni con fregi, decorazioni floreali e caratteri ricercati; sul bordo della campana maggiore sono fuse delle medaglie. Dal punto di vista tecnico sono costruite con una profilo relativamente maggiorato rispetto ai normali parametri di costruzione.

### Segnali
I segnali tradizionali di richiamo dei fedeli sono i seguenti:
- per le sante Messe feriali una distesa lunga (circa 2 minuti) della piccola quindici minuti prima dell'orario, e una distesa breve (circa 10 secondi) sempre della piccola all'orario esatto;
- per le sante Messe festive e i Vespri il plenum, cioè la distesa simultanea di tutte e tre le campane (circa 2 minuti), quindici minuti prima dell'orario, e una distesa breve (circa 10 secondi) sempre della piccola all'orario esatto; inoltre il plenum è ripetuto alla consacrazione della Messa cantata e alla benedizione eucaristica;
- la distesa della piccola in tre riprese per l'annuncio della morte di un parrocchiano/parrocchiana (dall'Ave Maria del mattino a mezzogiorno e dalle 15:00 all'Ave Maria della sera);
- per le esequie la distesa simultanea della piccola e della mezzana, preceduta dalla distesa della mezzana in tre riprese, quindici minuti prima dell'orario, e la distesa della piccola e della mezzana all'orario esatto e alla fine della celebrazione;
- tutti i giorni, l'Angelus di mezzogiorno è segnalato dalla distesa della grande (circa 2 minuti), così come l'Ave Maria del mattino (il primo segnale alle ore 6:45) e della sera (alle ore 19:00 d'inverno e alle ore 20:00 d'estate), mentre il De profundis (alle ore 20:00 d'inverno e alle ore 21:00 d'estate) è segnalato dalla distesa della mezzana (circa 2 minuti);
- il venerdì alle 15:00 la distesa della grande (circa 2 minuti) per l'annuncio della Morte di Cristo in croce;
- il sabato alle 15:00 il plenum (circa 2 minuti) per l'annuncio della Risurrezione.

## Eventi

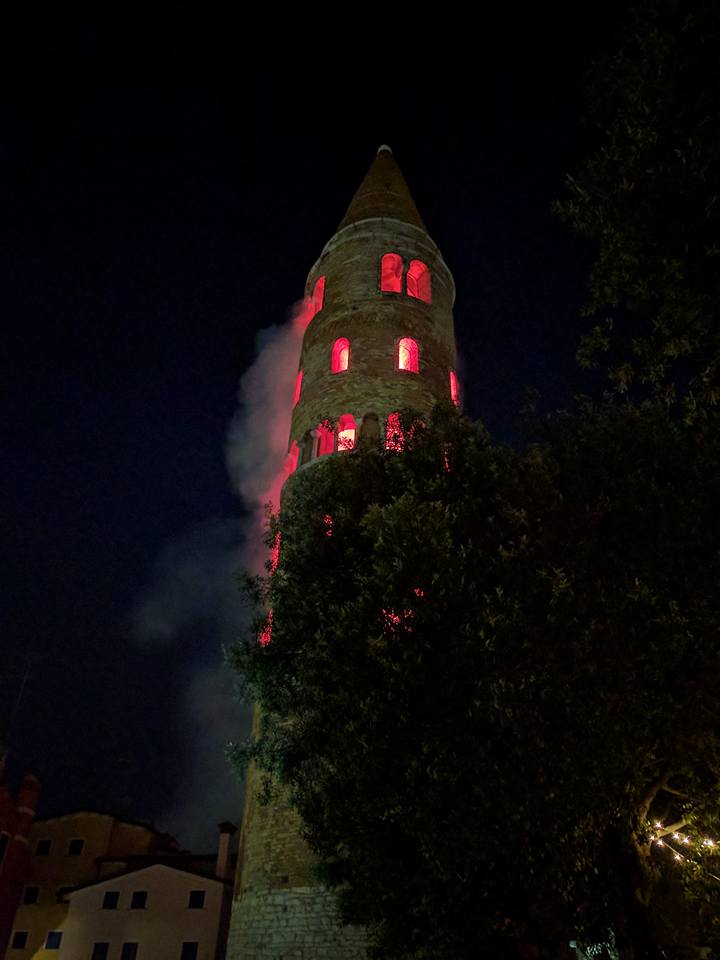
Incendio del campanile del duomo di Caorle visto da piazza Vescovado.

- Da alcuni anni il campanile è aperto al pubblico per visite (anche guidate) ad opera di volontari della parrocchia. Le zone aperte al pubblico arrivano fino al piano inferiore la cella campanaria perché l'ultima rampa di scale in legno è pericolante.
- Secondo una tradizione che ha avuto inizio da circa la metà del Novecento, nella seconda domenica di luglio e nel sabato precedente, giorni dedicati alla festa della Madonna dell'Angelo, si tiene il cosiddetto "Incendio del campanile": quando il simulacro della Vergine entra processionalmente nella piazza del Duomo, alcuni petardi di color rosso vengono fatti esplodere all'interno della torre, facendo risaltare le finestre. Questa usanza verrebbe fatta risalire all'incendio del simulacro della Madonna dell'Angelo nel 1923, poi ricostruito su immagine del precedente e benedetto dal patriarca Pietro La Fontaine.

## Influenza su altri monumenti
La forma cilindrica e la struttura esterna del campanile di Caorle hanno ispirato la costruzione della torre campanaria della chiesa di Santa Margherita in Villanova Santa Margherita, frazione del comune di Fossalta di Portogruaro, terminata nel 1916.